# Miskolc–Tiszai järnvägsstation

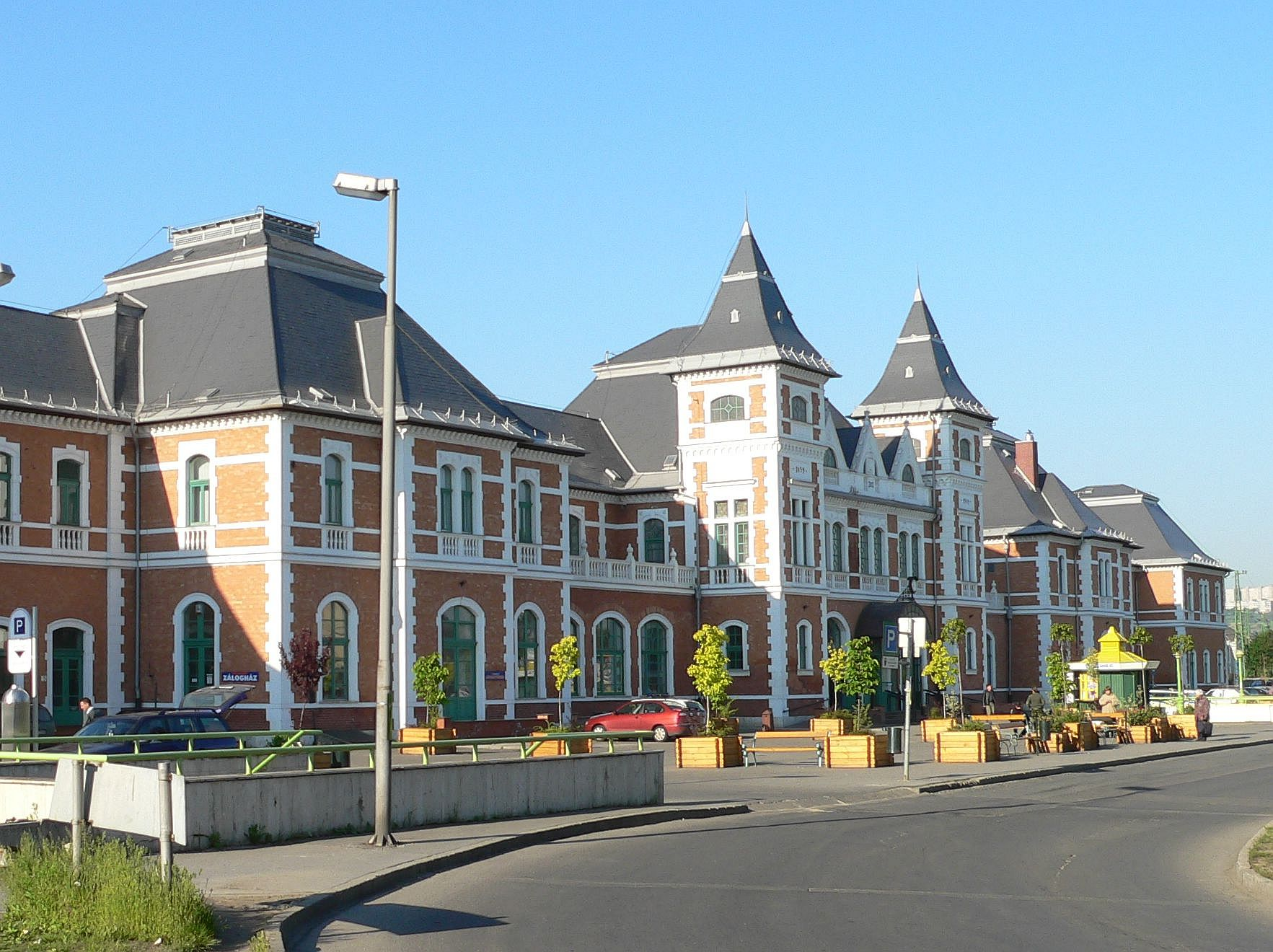

Tiszai järnvägsstation (ungerska: Tiszai Pályaudvar) är en järnvägsstation i Miskolc som sköts av Magyar Államvasutak i Ungern. Namnet kommer ifrån den intilliggande floden Tisza.[källa behövs] Stationen fungerar som stadens centralstation.

## Historia
Behovet av en järnvägssträcka för att binda ihop Miskolcs alla förorter och delar växte kraftigt under 1830-talet. Det fanns planer på att förlänga Szolnok-Debrecenjärnvägen mot Nyíregyháza och Miskolc, men på grund av politiska situationer av denna tiden kunde arbetet påbörjas tidigast 1857.

## Byggnaden
Stationsbyggnaden är ritad och utsmyckad av Ferenc Pfaff och byggdes år 1901 i eklekticistisk stil. Byggnaden är idag en historisk byggnad och renoverades år 1999.

## Kandó Kálmánplatsen
Stationen ligger finns vid Kandó Kálmánplatsen, en stor trafikknutpunkt för Miskolc. Båda spårvagnslinjerna och flera busslinjer (1, 1A, 101, 21, 23 och 31) från företaget MVK Rt. har sina ändstationer här.